# Eubalichthys caeruleoguttatus
Eubalichthys caeruleoguttatus är en fiskart som beskrevs av Lee Milo Hutchins 1977. Eubalichthys caeruleoguttatus ingår i släktet Eubalichthys och familjen filfiskar. IUCN kategoriserar arten globalt som otillräckligt studerad. Inga underarter finns listade i Catalogue of Life.